# Кьянни
Кьянни (итал. Chianni) — коммуна в Италии, располагается в области Тоскана, в провинции Пиза.
Население составляет 1536 человек (2008 г.), плотность населения составляет 25 чел./км². Занимает площадь 62 км². Почтовый индекс — 56030. Телефонный код — 0587.
Покровителями коммуны почитаются святой Пётр и святой Донат из Ареццо, празднование 7 июля.

## Демография
Динамика населения:

## Администрация коммуны
- Официальный сайт: http://www.comune.chianni.pisa.it/